# كاكا (لاعب كرة قدم مواليد 1991)
إيفرتون فيريرا غيماريش المعروف بـكاكا مواليد 20 مايو 1991 في البرازيل، هو لاعب كرة قدم برازيلي لعب سابقاً في نادي عرعر .

## روابط خارجية
- كاكا (لاعب كرة قدم مواليد 1991) على موقع قاعدة بيانات كرة القدم.إي يو (الإنجليزية)
- كاكا (لاعب كرة قدم مواليد 1991) على موقع Soccerway.com (الإنجليزية)